# 粕谷恭子
粕谷 恭子（かすや きょうこ、1975年8月31日 - ）は、日本の元競泳選手。埼玉県出身。1992年バルセロナオリンピック日本代表。

## 経歴
入間市立豊岡中学校、狭山ヶ丘高校、早稲田大学出身。
1990年アジア競技大会の100m平泳ぎ・400mメドレーリレーで銀メダル、200m平泳ぎで銅メダル、合わせて3つのメダルを獲得した。
1991年パンパシフィック水泳選手権の200m平泳ぎと400mメドレーリレーで銅メダルを獲得した。
1992年バルセロナオリンピック選考会では100m・200m平泳ぎで2冠を達成し、日本代表に選出された。バルセロナオリンピック本大会では100m平泳ぎで予選敗退、200m平泳ぎはB決勝5位（全体15位）に入った。
1993年パンパシフィック水泳選手権の400mメドレーリレーで銅メダルを獲得した。
1996年アトランタオリンピック選考会では100m平泳ぎで3位、200m平泳ぎで6位となり、2大会連続のオリンピック出場は果たせなかった。